# Хасуна, Абдул Халек
Абдул Халек Хасуна (8 октября 1898, Каир, Османская империя — 20 января 1992, Каир, Египет) — египетский государственный деятель и дипломат, генеральный секретарь Лиги арабских государств (ЛАГ) в 1952—1972.

## Биография
В 1925 г. по окончании колледжа Магдалены Кембриджского университета получил докторскую степень в области экономики и политологии.
Поступил на дипломатическую службу Королевства Египта, служил в египетских посольствах в Берлине, Риме, Праге и Стокгольме.
- 1939—1942 гг. — государственный секретарь министерства иностранных дел,
- 1942—1948 гг. — губернатор Александрии,
- 1949—1952 гг. — министр по социальным вопросам,
- март-июль 1952 г. — министр иностранных дел Египта.

После военного переворота 23 июля 1952 г. и свержения короля Фарука I в сентябре 1952 г. был назначен генеральным секретарём Лиги арабских государств. В последующие годы он проявил себя в арабском мире и за его пределами убедительным и уважаемым переговорщиком, особенно во время Суэцкого кризиса, после того как президент Гамаль Абдель Насер в 1956 г. национализировал Суэцкий канал. В 1961 г. он координировал формирование собственных вооруженных сил Лиги, чтобы защитить новое независимое государство Кувейт от вторжения Ирака.
После двадцати лет пребывания в должности в июне 1972 г. ушёл в отставку. Среди многочисленных наград политика был французский орден Почётного легиона.